# Meadowlands Arena
Meadowlands Arena (dawniej Continental Airlines Arena, Brendan Byrne Arena, Izod Center) – hala sportowa w East Rutherford (New Jersey) w Stanach Zjednoczonych. Koszt jej budowy wyniósł 85 mln dolarów. Została otwarta w 1981 roku i jest jedną z najstarszych aren NBA, a do 2012 stanowiła domową halę drużyny koszykarskiej New Jersey Nets. Do 2007 roku była domową areną drużyny hokejowej New Jersey Devils. Pojemność wynosi 19 040 miejsc na meczach hokeja, 20 029 na meczach koszykówki między college’ami, 20 049 na meczach NBA i maksymalnie 20 000 na koncertach.

## Użytkownicy
- New Jersey Nets (NBA) (1981–2010)
- New York Cosmos (NASL Indoor) (1981–1984); (MISL) (1984–1985)
- New Jersey Devils (NHL) (1982–2007)
- Seton Hall Pirates (NCAA Basketball) (1985–2007)
- New Jersey Red Dogs/Gladiators (AFL) (1997–2002)
- New Jersey Storm (NLL) (2002–2003)
- Fordham Rams (NCAA Basketball) (2011)
- New Jersey Rockets (MISL) (1981–1982)
- New Jersey Rockin Rollers (RHI) (1994)
- New Jersey Saints (NLL) (1987–1988)

## Wydarzenia
- 1996 NCAA Men’s Division I Basketball Tournament

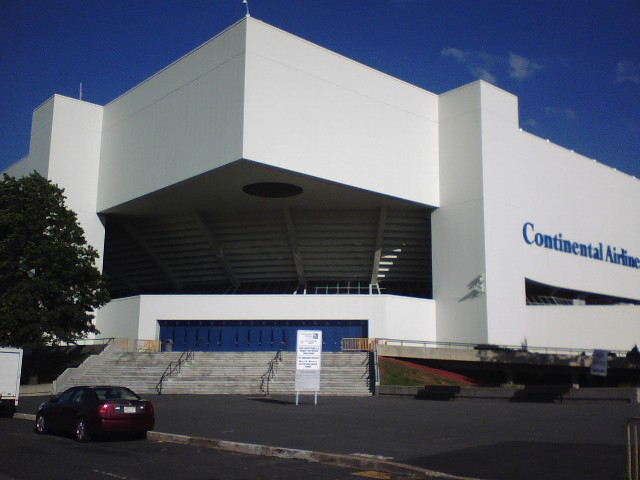
Wejście do obiektu.